# المعلم (الشرية)

تعديل مصدري - تعديل

المعلم هي إحدى قرى عزلة آل غنيم بمديرية الشرية التابعة لمحافظة البيضاء، بلغ تعداد سكانها 110 نسمة حسب تعداد اليمن لعام 2004.